# Zoll-Auktion
Zoll-Auktion ist eine Plattform für Online-Auktionen der Bundeszollverwaltung. Über diese Plattform führt das Hauptzollamt Gießen permanente, öffentliche Versteigerungen durch, die der Verwertung beweglicher Sachen dienen.
An den Gegenständen haben der Bund, die Länder und Gemeinden oder andere Körperschaften, Anstalten und Stiftungen des öffentlichen Rechts Eigentumsrechte, Pfandrechte oder andere Rechte bei der Durchführung ihrer gesetzlichen Aufgaben erworben und werden auf diese Weise einer Verwertung zugeführt. Ebenfalls versteigert werden auch ausgesonderte Sachen aus den verschiedenen Verwaltungen.
Die Artikel werden zu einem Mindestgebot ausgelobt und nach einer Registrierung kann jeder ein Gebot abgeben.
Stand 2018 sind auf der Plattform 330.000 Bieter und 3380 verschiedene Anbieter registriert und es werden täglich durchschnittlich 1.750 Auktionen durchgeführt. Dabei wurde ein Umsatz von 83,6 Millionen Euro und einen Rekorderlös von 30,4 Millionen Euro erzielt.

## Ausnahmen von den Versteigerungen
Von den Versteigerungen ausgenommen sind beschlagnahmte Waren wie:
- Waffen – Sofern diese an Erwerbsberechtigte abgegeben werden dürfen (und nicht z. B. dem Kriegswaffenkontrollgesetz unterliegen), erfolgt die Verwertung direkt durch die Bundesfinanzdirektion Südwest.[4]
- Betäubungsmittel (Drogen) und
- Tiere und Pflanzen; wenn sie in ihrem Bestand gefährdet oder sogar vom Aussterben bedroht sind, stehen sie unter dem Schutz des Washingtoner Artenschutzübereinkommens. Tote Tiere und Pflanzen werden auf Nachfrage öffentlichen Einrichtungen für Lehr- und Anschauungszwecke überlassen (z. B. Schulen, Museen, Universitäten), lebende werden an zoologische bzw. botanische Gärten abgegeben.